# Haidwand
Die Haidwand ist ein 1585 m ü. NHN hoher Gipfel im Wendelsteingebiet. Über den Gipfel verläuft die Gemeindegrenze von Fischbachau und Brannenburg.

## Topographie
Nördlich des Wendelsteins verläuft ein Gratzug über Kirchelwand, Haidwand, Hochsalwand und Salwand von West nach Ost, getrennt von diesem durch das weitläufige Tal der Reindleralm, Mailalm und Mitteralm. Auf den Südseiten setzen sich diese nur sanft vom Talboden ab und sind dort bewaldet, während die Nordflanken felsig und prägnant abfallen.
Die Haidwand bildet dabei einen nur selten besuchten Gipfel und wird teilweise weglos erstiegen.